# Thọ An Cố Luân Công chúa
Cố Luân Thọ An Công chúa (chữ Hán: 固倫壽安公主; 12 tháng 5, 1826 - 23 tháng 4, 1860), thực ra phải gọi là Thọ An Cố Luân Công chúa (壽安固倫公主), Công chúa nhà Thanh, là Hoàng nữ thứ 4 nhưng là Đích trưởng nữ của Thanh Tuyên Tông Đạo Quang Đế.

## Tiểu sử
Cố Luân Thọ An Công chúa sinh vào ngày 6 tháng 4 âm lịch năm Đạo Quang thứ 6 (1826), là Hoàng nữ trưởng thành duy nhất của Hiếu Toàn Thành Hoàng hậu. Do bà là Đích nữ do Hoàng hậu sinh ra, đồng thời cả ba người chị của bà đều qua đời khi còn nhỏ nên bà là Đích trưởng nữ của Đạo Quang Đế. Bà chính là em ruột của  Cố Luân Đoan Thuận Công chúa và là chị ruột của Hàm Phong Đế. Sinh mẫu của bà là Hiếu Toàn Thành Hoàng hậu rất được sủng ái, nhưng lại đột ngột qua đời vào năm Đạo Quang thứ 20 (1840), khi này bà được 14 tuổi, còn em trai bà khi đó chỉ khoảng 10 tuổi.
Năm Đạo Quang thứ 21 (1841), bà hạ giá lấy Đức Mục Sở Khắc Trát Bố (德穆楚克扎布), con trai của Nại Man bộ Quận vương A Hoàn Đô Ngoã Đệ Trát Bố (阿完都瓦第扎布) cai quản vùng Nại Man. Khi đó, Công chúa được ban tặng phong hiệu là Thọ An, vị hiệu là ["Cố Luân Công chúa"] - vị hiệu dành cho các Hoàng nữ do Hoàng hậu sinh ra.
Năm Đạo Quang thứ 24 (1844), quy định rằng về sau khi xưng hô Công chúa, phong hiệu viết ở đằng trước, mà "Cố Luân" cùng "Hòa Thạc" đều viết ở sau và chỉ ngay trước hai chữ Công chúa, tức [Mỗ mỗ Cố Luân Công chúa; 某某固伦公主] và [Mỗ mỗ Hòa Thạc Công chúa; 某某和硕公主]. Do đó, Cố Luân Thọ An Công chúa được cải sửa hiệu thành [Thọ An Cố Luân Công chúa].
Năm Hàm Phong thứ 10 (1860), Thọ An Công chúa qua đời khi 35 tuổi, được táng tại khu vực ngoại ô Bắc Kinh. Tháng 3, năm Đồng Trị nguyên niên (1862), Đức Mục Sở Khắc Trát Bố thỉnh cầu được cải táng mộ phần của Cố Luân Thọ An Công chúa nhưng không được Từ Hi Thái hậu và Từ An Thái hậu chấp nhận. Từ đó Đức Mục Sở Khắc Trát Bố không tái hôn và mất sau đó 5 năm.